# Liste der denkmalgeschützten Objekte in Trins
Die Liste der denkmalgeschützten Objekte in Trins enthält die 11 denkmalgeschützten, unbeweglichen Objekte der Gemeinde Trins.

## Denkmäler
| Foto |                 | Denkmal                                                                                                  | Standort                            | Beschreibung | Metadaten |
| ---- | --------------- | --- | ----------------------------------- | --- | --- |
| ja   | Datei hochladen | Kalvarienberg HERIS-ID: 92728 Objekt-ID: 107681 TKK: 48284                                               | südlich Trins 49 Standort KG: Trins | Der Kalvarienberg auf einer Anhöhe südlich des Gschnitzbaches in der Nähe der Annakapelle wurde um 1830 errichtet. Er besteht aus einem Kruzifix mit überlebensgroßem, stark stilisiertem Corpus im Dreinageltypus aus dem 18. Jahrhundert, flankiert von Schächerfiguren auf einfachen Holzkreuzen unter Schindeldächern. | BDA-Hist.: Q37760576 Status: § 2a Stand der BDA-Liste: 2025-06-30 Name: Kalvarienberg GstNr.: 2042                                                                               |
| ja   | Datei hochladen | Kapelle hl. Anna HERIS-ID: 40318 Objekt-ID: 40229 TKK: 48283                                             | bei Trins 49 Standort KG: Trins     | Spätbarocke Kapelle mit fast quadratischem Langhaus und eingezogenem Chor um 1800 erbaut. | BDA-Hist.: Q37994069 Status: Bescheid Stand der BDA-Liste: 2025-06-30 Name: Kapelle hl. Anna GstNr.: .373                                                                        |
| ja   | Datei hochladen | Schloss Schneeberg HERIS-ID: 40319 Objekt-ID: 40230 TKK: 48285                                           | Trins 56 Standort KG: Trins         | Von der 1297 erstmals erwähnten und 1778 abgebrannten Burg sind nur noch Reste erhalten. Bei der heutigen Anlage handelt es sich um die ursprünglichen Wirtschaftsgebäude, die 1910 zu einem schlossartigen Ansitz umgebaut wurden. Daneben haben sich Reste der aus dem 16. Jahrhundert stammenden Umfassungsmauer mit zwei zugeschütteten Rundturmstümpfen und einem 1928 mit Zinnen und Kegeldach versehenen Turm erhalten. | BDA-Hist.: Q1451534 Status: Bescheid Stand der BDA-Liste: 2025-06-30 Name: Schloss Schneeberg GstNr.: .362 Schloss Schneeberg                                                    |
| ja   | Datei hochladen | Kath. Pfarrkirche hl. Georg HERIS-ID: 55972 Objekt-ID: 64897 TKK: 19458                                  | neben Trins 81 Standort KG: Trins   | Urkundlich bereits 1339 genannt, wurde die spätgotische Dorfkirche 1494 geweiht. Die Deckenfresken von Anton Kirchebner aus dem Jahr 1755 wurden 1941 durch Entfernung der Übermalung von Georg Buchauer aus dem Jahr 1890 freigelegt. | BDA-Hist.: Q38069177 Status: § 2a Stand der BDA-Liste: 2025-06-30 Name: Kath. Pfarrkirche hl. Georg GstNr.: .469 Hl. Georg (Trins)                                               |
| ja   | Datei hochladen | Friedhof christlich HERIS-ID: 92674 Objekt-ID: 107618 TKK: 48276                                         | neben Trins 81 Standort KG: Trins   | Der Friedhof um die Pfarrkirche hl. Georg wurde 1494 geweiht und 2005 erweitert. Im Osten befindet sich die zur Kriegergedächtniskapelle umgestaltete neugotische Friedhofskapelle. Der um 1900 errichtete einjochige Mauerbau mit dreiseitigem Chorschluss, Dachreiter und Satteldach weist ein Spitzbogenportal und eine hölzerne Vorhalle mit geschnitzten Säulen auf. An der Westseite sind Grabsteine aus dem 18. und 19. Jahrhundert eingemauert. Im stichkappengewölbten Inneren befindet sich eine dreiseitige Altarnische mit Holztafeln für die Gefallenen beider Weltkriege und eine Pietà aus der Zeit um 1920. | BDA-Hist.: Q37760461 Status: § 2a Stand der BDA-Liste: 2025-06-30 Name: Friedhof christlich GstNr.: 2354 Friedhof Trins                                                          |
| ja   | Datei hochladen | Volksschule HERIS-ID: 92882 Objekt-ID: 107852 TKK: 19460                                                 | Trins 104 Standort KG: Trins        | Das zweigeschoßige Schulgebäude wurde 1912 errichtet. Die Fassaden des gemauerten Gebäudes mit Bundwerkgiebel sind mit hölzernen Balkonen und Erkern gegliedert. In der Südwestecke liegt der eingeschnittene, überdachte Eingangsbereich mit einem romanisierenden Kapitell mit Wappendarstellungen. An der Giebelfassade befindet sich ein Wandbild des hl. Josef mit Jesuskind in ovaler Putzrahmung. | BDA-Hist.: Q37760805 Status: § 2a Stand der BDA-Liste: 2025-06-30 Name: Volksschule GstNr.: .462                                                                                 |
| ja   | Datei hochladen | Kindergarten, Widum HERIS-ID: 55971 Objekt-ID: 64896 TKK: 19461                                          | Trins 105 Standort KG: Trins        | Das zweigeschoßige Gebäude wurde um 1914 als Widum errichtet, seit 1997 wird das Obergeschoß als Kindergarten genutzt. Die Fassaden sind durch Erker, einen Giebelsöller und eine verglaste Holzveranda gegliedert und mit barockisierender Architekturmalerei vom Ende des 20. Jahrhunderts geschmückt. | BDA-Hist.: Q38069166 Status: § 2a Stand der BDA-Liste: 2025-06-30 Name: Kindergarten, Widum GstNr.: .461                                                                         |
| ja   | Datei hochladen | Kapelle hl. Antonius v. Padua HERIS-ID: 57400 Objekt-ID: 67412 TKK: 48279                                | Trins Standort KG: Trins            | Spätgotischer kreuzgratgewölbter Bau, im 19. Jahrhundert erneuert, mit quadratischem Langhaus und eingezogenem Chor und Dachreiter. | BDA-Hist.: Q38076335 Status: § 2a Stand der BDA-Liste: 2025-06-30 Name: Kapelle hl. Antonius v. Padua GstNr.: .515                                                               |
| ja   | Datei hochladen | Wallfahrtskapelle hl. Magdalena auf dem Bergl im Gschnitztal HERIS-ID: 57401 Objekt-ID: 67413 TKK: 19462 | Trins Standort KG: Trins            | Ursprünglich romanischer Bau auf 1600 m Seehöhe mit angebauter Einsiedelei. Chor um 1400. Bedeutende Wandmalereien. Holzkruzifix mit hl. Magdalena von Hans Pontiller aus 1958. | BDA-Hist.: Q21244956 Status: § 2a Stand der BDA-Liste: 2025-06-30 Name: Wallfahrtskapelle hl. Magdalena auf dem Bergl im Gschnitztal GstNr.: .128 Sankt Magdalena im Gschnitztal |
| ja   | Datei hochladen | Kreuzweg, 14 Stationsbildstöcke HERIS-ID: 101567 Objekt-ID: 117902 TKK: 48320                            | Trins Standort KG: Trins            | Der Kreuzweg am Fußweg zur Wallfahrtskapelle hl. Magdalena besteht aus 14 Stationsbildstöcken, ein Teil davon ist auf dem Gebiet der Gemeinde Gschnitz denkmalgeschützt. Vermutlich wurden die aus der Pfarrkirche stammenden barocken Kreuzwegbilder aus dem 18. Jahrhundert als Bildtafeln verwendet. Die Bildtafeln waren zuerst an Bäumen befestigt, seit der Renovierung im Jahre 2007 sind sie in hölzernen Stationsbildstöcken integriert. | BDA-Hist.: Q37788183 Status: § 2a Stand der BDA-Liste: 2025-06-30 Name: Kreuzweg, 14 Stationsbildstöcke GstNr.: 1772, 1773, 1774, .128                                           |
| BW   | Datei hochladen | Bauernhaus Außer Pirchet HERIS-ID: 41665 Objekt-ID: 42214 TKK: 48315                                     | Trins-Pirchet 97 Standort KG: Trins | Der massive, dreigeschoßige Bau geht im Kern auf das Mittelalter zurück. Er wurde im 16. Jahrhundert erweitert und im 18. Jahrhundert barock umgestaltet. Der Überlieferung zufolge handelt es sich um den ursprünglichen Sitz des Landgerichtes Steinach. | BDA-Hist.: Q38002120 Status: Bescheid Stand der BDA-Liste: 2025-06-30 Name: Bauernhaus Außer Pirchet GstNr.: .523                                                                |